# Светислав Басара
Светислав Басара  (21.12.1953 р.) — один з найвидатніших сербських прозаїків. Автор понад чотирьох десятків книжкових творів — романів, драм, есе та збірок оповідань.

## Біографія
Светислав Басара народився 21 грудня 1953 р. у містечку Байна Башта, західна Сербія. Мати письменника, Добріла Басара, виросла сиротою під опікою Светислава Веізовича та його дружини Зоркі.  За часів Ужицької Республіки в 1941 р. Светислав Веізович був заарештований та страчений югославськими партизанами, і тільки у 2013 р. був реабілітований як невинна жертва. На честь свого прийомного батька Добріла Басара назвала сина Светиславом.
Дитинство Басара провів в місті Ужиці, де відвідував та закінчив з дипломом зрілості міську гімназію. Почав навчання на філологічному факультеті Белградського університету, але після закінчення двох семестрів, у 1976 р. полишив навчальний заклад. Розпочав кар'єру як позаштатний автор та став редактором літературних журналів Književna reč (1983–86) та Međaj (1989). Публікувався в численних газетах та журналах. З 2009 р. і понині працює колумністом газети «Данас» (Сьогодні), дописуючи до персональної колонки під рубрикою «Фамозно»
З 2001 по 2005 р. був послом Союзної Республіки Югославія в Республіці Кіпр.
Від шлюбу з Відою Црневич-Басара, донькою відомого сербського літератора Браніслава «Брана» Чрневича (1933—2011 рр.), має доньку Тару та сина Релья.

## Літературний здобуток
Светислав Басара є автором понад чотирьох десятків літературних творів, у тому числі романів, збірок оповідань, нарисів, його вважають одним із найважливіших письменників сучасної сербської літератури та одним із найуспішніших сучасних сербських авторів на міжнародному книжковому ринку. Його твори вийшли в перекладах англійською, німецькою, болгарською французькою, італійською, голландською, румунською, словенською, іспанською та угорською мовами.
«Фама про велосипедистів» (1987 р.) — постмодерний твір, який вважається одним з найкращих романів світової літератури кінця ХХ століття.
«Ранні романи Басари вказували на літературну грайливість, постмодерністську гру зі змістом та формою, поблажливість до абсурду, все це характерно для прозаїчного процесу Басари, але нічого не натякало на великий стрибок, великий переліт, які відіграє публікація роману, що став найтиповішим прикладом його прози. Після появи „Фами про велосипедистів“, можна прямо сказати, сербська проза вже не буде такою ж, як і Басара вже не той самий письменник, і я не той самий читач» — написав про роман Давид Албахарі, сербський письменник сефардського походження, що проживає в Канаді.
В 2017 р. роман вийшов в українському перекладі, виданий видавництвом «Книги-ХХІ» в перекладі Андрія Любки, українського письменника та перекладача.

## Цікаві факти
- Светислав Басара є одним з підписантів «Декларації про спільну мову» (Deklaracija o o zajedničkom jeziku / Декларація о заједничком језику), що була видана у 2017 році групою з понад 200 видатних письменників, учених, журналістів, активістів та громадських діячів з Хорватії, Боснії та Герцеговини, Чорногорії та Сербії, які працювали в проекті «Мови і Націоналізми». Декларація спрямована проти політичного відокремлення чотирьох стандартних варіантів сербсько-хорватської мови, що призводить до низки негативних соціальних, культурних та політичних явищ.
- В 2011 р. стаття Светислава Басари «Подвійне громадянство»[5] викликала хвилю обурення в російських ЗМІ та соцмережах, адже в ній автор скептично пройшовся по надіях косовських сербів на допомогу Росії. «Два десятки, а насправді тисяча косовських сербів послали якогось листа в посольство Російської Федерації з проханням надати їм російське громадянство. Бо Росія, кажуть відправники, — велика країна, „яка дбає про своїх громадян“, а отже, подбає, напевно, і про них. Ех, пусте слов'янофільство. Росія, дорогий читачу, не дбає ні про що, крім інтересів Кремля» — йшлося у статті.